# Mike Einziger
 (septembre 2024).
Si vous disposez d'ouvrages ou d'articles de référence ou si vous connaissez des sites web de qualité traitant du thème abordé ici, merci de compléter l'article en donnant les références utiles à sa vérifiabilité et en les liant à la section « Notes et références ».
Michael Aaron Einziger, alias Mike Einziger, est un musicien, guitariste du groupe de rock Incubus. Plusieurs fois nommé et classé à la 41e place du classement des 100 plus grands guitaristes établi par le magazine Guitar Top (en 2002), il s'est démarqué par son style novateur en matière d'utilisation de pédales d'effets (tels que le delay ou le phaser), ces accessoires étant une des caractéristiques principales de son jeu, et ce dès le début de sa carrière au sein d'Incubus.

## Biographie
Né le 21 juin 1976 à Los Angeles, Mike Einziger a reçu une éducation judaïque – il étudie dans une école juive avant d'entrer au lycée "Santa Monica". Cependant, il avoue ne pas être intéressé par les études à cette époque, et préfère s'adonner à la guitare, qu'il pratique en autodidacte depuis l'âge de huit ans. Il écrit ses premières mélodies en collaboration avec son ami Brandon Boyd, avec qui il formera le groupe Incubus à l'âge de quinze ans, rejoints par leur ami bassiste Alex Katunich (plus tard connu sous le pseudonyme de "Dirk Lance"). Les premières influences de Mike Einziger sont Prince et Steve Vai, mais il a développé un jeu plus mélodique au fil des années, abandonnant la technique du shred telle qu'il l'a pratiquée sur le premier album d'Incubus, Fungus Amongus.
Guitariste reconnu par ses confrères mais relativement peu connu par le grand public, il possède un jeu original pour un groupe de rock, qui favorise l'accordage standard, contrairement à une grande partie des groupes de metal au son tiré vers les graves. Mike Einziger intègre également de nombreux accords ouverts dans ses chansons (accords où plusieurs des cordes résonnent à vide) ainsi que des arpèges comme mélodies principales. Il explique ces choix par une volonté de coller à la voix claire de Brandon Boyd, chanteur du groupe, et par souci d'originalité.

## Vie personnelle
Mike Einziger a déjà eu une liaison avec l'actrice Cameron Richardson et le top-modèle Lily Aldridge ; il est actuellement marié avec la violoniste, Ann Marie Calhoun.
Fin 2008, il intègre l'université Harvard en tant qu'élève.

## Matériel
Mike Einziger a principalement joué sur des guitares Paul Reed Smith, jusqu'à l'album Morning View (Modèles : Custom 24, Hollowbody II, Archtop (pour la chanson Make Yourslef notamment (sur l'album du même nom sorti en 1999)...), couplées à des amplis Mesa Boogie et Marshall, ainsi qu'une Ibanez pour les titres acoustique (Drive)
Pour l'album A Crow Left Of The Murder, la recherche d'un nouveau son le pousse à modifier son matériel : il adopte alors des guitares Fender (modèles : Jazzmaster, Telecaster Deluxe...) et des amplis Vox. Ce fut également le cas pour l'album Light Grenades, mais durant la tournée qui s'en suivie, le guitariste utilise alors régulièrement une Gibson SG.
Mike Einziger utilise de nombreux effets, caractéristiques du son d'Incubus, notamment le phaser et le delay, ainsi que divers vibrato, la plupart au moyen de pédales Boss.
En plus de la guitare, Mike utilise également d'autres instruments pour les enregistrements avec Incubus ou pour ses projets solos, tels que le Sitar (un modèle "Jerry Jones Guitars" pour le titre Nowhere Fast extrait de Make Yourself (1999)) ou la Pipa (sur la piste Aqueous Transmission extraite de Morning View (2001), l'instrument lui ayant été prêté par Steve Vai en personne), mais aussi le Mellotron, le synthétiseur...